# Georgette Heyer
Georgette Heyer (ur. 16 sierpnia 1902, zm. 4 lipca 1974) – angielska pisarka romansów historycznych i powieści kryminalnych.
Jej karierę rozpoczęła w 1921 powieść Czarna ćma (The Black Moth), w której umieściła historię swojego młodszego brata.
W 1925 Heyer poślubiła Georga Ronalda Rougiera, inżyniera górnictwa. Przed powrotem do Anglii w 1929 roku para spędziła kilka lat w Tanganice i Macedonii. Pisarka stała się popularna, pomimo premiery podczas strajku generalnego, po opublikowaniu w 1926 powieści Te stare odcienie (These Old Shades). Heyer stwierdziła, że dla dobrej sprzedaży nie była potrzebna reklama. Do końca życia nie chciała udzielać wywiadów, odpowiadając znajomym: „Moje życie prywatne nie dotyczy nikogo prócz mnie i mojej rodziny”.
Heyer głównie tworzyła romanse historyczne i ich podgatunek regency romans. Jej romanse regency były inspirowane przez Jane Austen, ale w przeciwieństwie do Austen, która pisała na temat i o czasach, w których żyła, Heyer była zmuszona dodawać dużą ilość informacji na temat okresu, w którym rozgrywała się akcja, tak aby jej czytelnicy wszystko zrozumieli. W celu zapewnienia dokładności, Heyer gromadziła prace źródłowe na temat wszystkich aspektów życia w okresie regencji. Zdaniem niektórych krytyków jej powieści były zbyt szczegółowe, inni zaś uważali, poziom szczegółowości jest największym atutem Heyer. Jej drobiazgowy charakter był również widoczny w jej powieściach historycznych; Heyer nawet odtworzyła przeprawę Wilhelma Zdobywcy do Anglii w powieści Conqueror.
Począwszy od 1932 roku Heyer corocznie wydawała jeden romans i jeden thriller. Jej mąż często dostarczał podstawowe zarysy fabuły jej thrillerów, pozostawiając Georgette Heyer rozwinięcie relacji postaci i dialogów, tak aby ożywić historię. Mimo że wielu krytyków opisuje powieści detektywistyczne Heyer jako banalne, inni, jak Nancy Wingate chwalą je za dowcip i komedię, a także za ich misterne splecenie fabuły.
Jej sukces był czasem zmącony problemami z inspektorami podatkowymi i rzekomymi plagiatorami. Heyer nie zdecydowała się złożyć pozwów przeciwko podejrzanym złodziejom literackim, ale próbowała wielu sposobów minimalizowania zobowiązań podatkowych. Zmuszona odłożyć prace nad swoim magnum opus, trylogią opisującą Lancastrów, aby napisać bardziej komercyjne dzieła przynoszące zyski. W końcu do administrowania prawami do jej powieści założyła spółkę z ograniczoną odpowiedzialnością. Została oskarżona kilkakrotnie o zapewnienie sobie zbyt dużego wynagrodzenia. W 1966 roku sprzedała firmę i prawa do siedemnastu powieści na rzecz Booker-McConnell. Heyer kontynuowała pisanie aż do śmierci w lipcu 1974. W tym czasie 48 z jej powieści było nadal wydawane. Jej ostatnia książka, My Lord John, została opublikowana pośmiertnie.

## Lista utworów

### Powieści o okresie regencji (lata 1795-1837)
- The Black Moth (1921), polskie tłum. Czarna ćma (2003) przeł. Małgorzata Hesko-Kołodzińska
- The Transformation of Philip Jettan (1923), opublikowana ponownie jako Powder and Patch (1930); polskie tłum. Wyrafinowana gra
- These Old Shades (1926)
- The Masqueraders (1928), polskie tłum. Maskarada przeł. Anna Maria Nowak
- Devil's Cub (1932)
- The Convenient Marriage (1934)
- Regency Buck (1935)
- The Talisman Ring (1936)
- An Infamous Army (1937)
- The Spanish Bride (1940)
- The Corinthian (1940), polskie tłum. Niesforna przeł. Paweł Korombel
- Faro's Daughter (1941), polskie tłum. Hazardzistka
- Friday's Child (1944)
- The Reluctant Widow (1946), polskie tłum. Rezolutna przeł. Andrzej Molek
- The Foundling (1948)
- Arabella (1949)
- The Grand Sophy (1950), polskie tłum. Wielka Sophy przeł. Anna Wiśniewska-Walczyk
- The Quiet Gentleman (1951)
- Cotillion (1953)
- The Toll-Gate (1954)
- Bath Tangle (1955)
- Sprig Muslin (1956), polskie tłum. Uciekająca narzeczona (2004) przeł. Wojciech Usakiewicz
- April Lady (1957)
- Sylvester, or the Wicked Uncle (1957), polskie tłum. Oświadczyny księcia (2004) przeł. Weronika Mejer
- Venetia (1958), polskie tłum. Decyzja
- The Unknown Ajax (1959)
- A Civil Contract (1961)
- The Nonesuch (1962), polskie tłum. Niezwykły dżentelmen (2000) przeł. Krzysztof Puławski
- False Colours (1963), polskie tłum. Rozterka przeł. Magdalena Słysz
- Frederica (1965), polskie tłum. Debiutantki
- Black Sheep (1966), polskie tłum. Zakała przeł. Wojciech Usakiewicz
- Cousin Kate (1968), polskie tłum. Kuzynka przeł. Magdalena Słysz
- Charity Girl (1970), polskie tłum. Sierotka przeł. Magdalena Słysz
- Lady of Quality (1972), polskie tłum. Przyzwoitka przeł. Ewa Westwalewicz-Mogilska

### Powieści historyczne
- The Great Roxhythe (1923)
- Simon the Coldheart (1925)
- Beauvallet (1929), polskie tłum. Uprowadzona (2004) przeł. Bożena Kucharuk
- The Conqueror (1931)
- Royal Escape (1938)
- My Lord John (1975)

### Powieści dziejące się w czasach współczesnych
- Instead of the Thorn (1923)
- Helen (1928)
- Pastel (1929)
- Barren Corn (1930)

### Thrillery dziejące się w czasach współczesnych
- Footsteps in the Dark (1932)
- Why Shoot a Butler? (1933), polskie tłum. Po co zabijać kamerdynera? przeł. Krystyna Somogyi
- The Unfinished Clue (1934)
- Death in the Stocks (1935)
- Behold, Here's Poison (1936)
- They Found Him Dead (1937)
- A Blunt Instrument (1938)
- No Wind of Blame (1939)
- Envious Casca (1941), polskie tłum. Zbrodnia Wigilijna,[1] przeł. Piotr Kuś
- Penhallow (1942)
- Duplicate Death (1951)
- Detection Unlimited (1953)

### Zbiory opowiadań
- Pistols for Two (1960), który zawiera:
  - Pistols for Two
  - A Clandestine Affair
  - Bath Miss
  - Pink Domino
  - A Husband for Fanny
  - To Have the Honour
  - Night at the Inn
  - The Duel
  - Hazard
  - Snowdrift
  - Full Moon

### Inne opowiadania
- A Proposal to Cicely (1922)
- The Bulldog and the Beast (1923)
- Linckes' Great Case (1923)
- Runaway Match (1936)
- Pursuit (1939)